# Le Crouais
Le Crouais är en kommun i departementet Ille-et-Vilaine i regionen Bretagne i nordvästra Frankrike. Kommunen ligger i kantonen Saint-Méen-le-Grand som tillhör arrondissementet Rennes. År 2022 hade Le Crouais 591 invånare.

## Befolkningsutveckling
Antalet invånare i kommunen Le Crouais
Referens:INSEE